# Johannes Kragh
Johannes Kragh (født 9. maj 1870 i Bisserup, død 11. januar 1946 i Gentofte) var en dansk maler og billedhugger.
Kragh blev uddannet som både håndværker og kunstner, og han arbejdede med kalkmaleri, glasmosaik, akvarel, oliemaleri og skulptur. 1883-87 var han elev af Jacob Kornerup, Viggo Pedersen og Holger Grønvold, derefter et år på Kunstakademiet og 1888-89 hos P.S. Krøyer på Kunstnernes Frie Studieskoler. Han blev malersvend 1891. Han var præstesøn og dyrkede kirkekunsten, idet han var påvirket af Joakim Skovgaard og Skønvirke-strømningen. Hans ældste kirkeudsmykninger var kalkmalerier, men siden koncentrerede han sig om glasmaleriet. Hans mest sete værk er dog de store mosaikker på tårnet af Palace Hotel på Rådhuspladsen i København. Han malede desuden en hel del portrætter, men også landskaber. Han har lavet mange portrætbuster.